# Sălacea
Sălacea é uma comuna romena localizada no distrito de Bihor, na região histórica da Crișana (parte da Transilvânia). A comuna possui uma área de 64.24 km² e sua população era de 3141 habitantes segundo o censo de 2007.